# Karosa B 932
Karosa B 932 je model městského autobusu, který vyráběla společnost Karosa Vysoké Mýto v letech 1997 až 2002. Jde o nástupce typu Karosa B 732.

## Konstrukce
Vůz B 932 je konstrukčně i designově shodný s modelem B 931; oba typy byly vyráběny souběžně. Jedná se o dvounápravový autobus s polosamonosnou karoserií panelové konstrukce a motorem umístěným za zadní nápravou. Ta pochází od firmy Detva, zatímco přední s nezávisle zavěšenými koly vyrobil podnik LIAZ. Jedinou změnou oproti typu B 931 je použití mechanické převodovky, díky níž mohou být autobusy B 932 používány i na příměstských linkách. Zadní i přední čelo, které je na rozdíl od vozů řady 700 zaobleno, je vytvořeno z kostry ze svařených profilů a sklolaminátového panelu. Sedačky v interiéru jsou čalouněné plastové a potažené látkou. Pro cestující jsou určeny troje dvoukřídlé výklopné dveře v pravém boku karoserie (přední jsou užší než zbylé dvoje). Za středními dveřmi se nachází prostor pro kočárek.
Od roku 1999 byly vyráběny autobusy v modifikaci B 932E. Změny byly stejné jako u typu B 931E, systémy ABS a ASR, odlišná přední tuhá náprava LIAZ a snížení podlahy v přední části vozu o 100 mm.

## Výroba a provoz

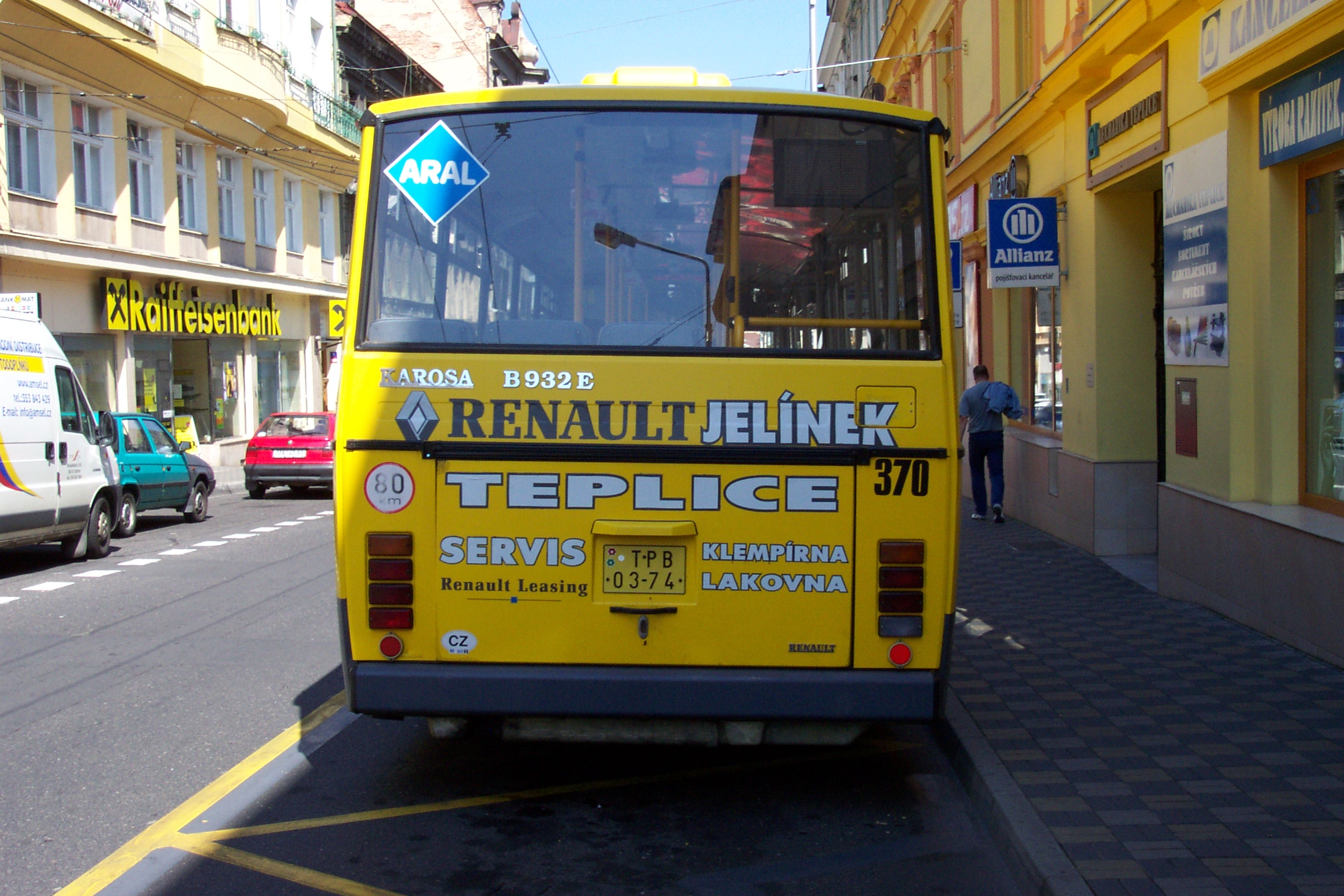
Jeden z netradičních vozů tohoto typu s odlišným zadním čelem. Taková se používala pro vozy dodávané do zemí bývalého SSSR

Příměstské a městské autobusy B 932 začaly být v Karose vyráběny roku 1997, tedy přibližně rok po zahájení produkce městských vozů B 931. V roce 1999 byla uvedena na trh modifikovaná verze B 932E a výroba původní varianty byla ukončena. Poslední vozy verze B 932E opustily brány Karosy v roce 2002. Celkem bylo vyrobeno 319 kusů autobusů B 932 a B 932E. Jeden další vůz vznikl v roce 2008 přestavbou plzeňského autobusu B 931 ev. č. 435.
Typ B 932 byl rozšířen po celé České i Slovenské republice především u dopravců provozujících MHD. Spolu s vozy B 931 tak B 932 úspěšně nahradily nebo doplnily starší typy B 731 a B 732. Roku 2018 byla vyřazena poslední B 932 v Ostravě a liberecká B 932 se stala služebním vozem. V říjnu 2019 pak dojezdily v Příbrami. Posledním provozovatelem autobusů B 932 v Česku  se tak stalo Znojmo, nicméně i zde vzápětí řady vozů tohoto typu velmi rychle prořídly. V roce 2022 zbývaly již pouze 2 vozy (ev. č. 51 a 66), které byly v provozu jen občasně. Jednalo se o vůbec poslední autobusy Karosa s motorem LIAZ v Česku v pravidelném provozu na linkách MHD. K jejich vyřazení v souvislosti se změnou provozovatele tamní MHD došlo na konci roku 2022. Vůz č. 66 byl naposledy vypraven 30. prosince 2022. Na Slovensku se v roce 2021 nacházel jeden autobus B 932E u dopravního podniku v Banské Bystrici, který sloužil jako záložní za trolejbusy. Odstaven z provozu byl v prosinci 2021 a jeho šrotace proběhla v březnu 2022.

## Podtypy
- Karosa B 932.1672 – motor Liaz, pouze motorová brzda
- Karosa B 932.1676 – motor Liaz, pouze motorová brzda
- Karosa B 932.1678 – motor Liaz, motorová brzda i retardér
- Karosa B 932.1680, B 932E.1680 – motor Renault, pouze motorová brzda, zadní čelo z řady 700
- Karosa B 932E.1688 – motor Liaz, pouze motorová brzda
- Karosa B 932E.1690 – motor Liaz, motorová brzda i retardér
- Karosa B 932E.1694 – motor Renault, pouze motorová brzda

## Historické vozy
- RETROBUS Prostějov (pohon na CNG, provoz u ČSAD Jablonec nad Nisou, později FTL Prostějov, SPZ 1M3 2984, provozní)[zdroj?]
- soukromý sběratel (SPZ BEA 13-37, ex PROBO BUS)
- soukromý sběratel (košický vůz ev. č. 5219)
- ŠKODA – BUS klub Plzeň (plzeňský vůz ev. č. 435, přestavěn z B 931)
- soukromý sběratel (SPZ 7E1 5279, ex DP Žilina ev.č.40)[7]
- ZDS Psota vůz ev.č.51